# Tadeusz Ciesiulewicz
Tadeusz Ciesiulewicz (* 17. November 1936 in Wilno; † 5. Mai 1997 in Sopot) war ein polnischer Maler und Illustrator.

## Leben
Ciesiulewicz zog 1945 mit seiner Familie nach Danzig und besuchte das Staatliche Gymnasium für Bildende Künste in Orłowo und war Absolvent der Studienklasse von Zdzisław Kałądkiewicz (1913–2005) in Danzig. Anschließend studierte er an der Staatlichen Hochschule für Bildende Künste in Danzig (polnisch Akademia Sztuk Pięknych w Gdańsku) in den Ateliers von Juliusz Studnicki (1906–1978) und Hanna Żuławska (1908–1988). Sein Diplom erlangte Ciesiulewicz 1963 an der Fakultät für Staffeleimalerei.
Am 23. Februar 1963 heiratete er Anna (geborene Walentynowicz, März 1950 – Januar 2000). 1964 gewann er den ersten Preis im Wettbewerb polnisch Człowiek i praca w Polsce ‚Mensch und Arbeit in Polen‘ und nahm 1965 an einer Ausstellung im Salon Biuro Wystaw Artystycznych (BWA) in Gdynia teil. Bis 1989 war er auf mehr als 200 Gemeinschaftsausstellungen in Polen (Danzig, Gdingen, Bialystok, Breslau, Lublin, Ksiaz, Krakau, Köslin, Warschau) und im Ausland (Montreal, Kanada, London, Hamburg, Mannheim, Dehnberg/Nürnberg, Nykøbing, Dänemark) und weitere vertreten. Einige seiner Werke befinden sich in Sammlungen polnischer Museen und Privatsammlungen im Ausland.
Ciesiulewicz war 18 Jahre lang Lehrer er an der Staatlichen Mittelschule für bildende Künste in Orłowo, beschäftigte sich neben der Malerei mit Grafik und Keramik, fertigte Plakate und Buchillustrationen an.
Ciesiulewicz war von 1973 bis 1976 Mitglied des Verbandes Polnischer Künstler und Designer (polnisch Związku Polskich Artystów Plastyków), war von 1977 bis 1980 Vizepräsident des Danziger Bezirks des Verbandes und erhielt mehrere Auszeichnungen bei Ausstellungen und Wettbewerben in Polen. Er lebte zuletzt in Sopot. Er war Mitbegründer und langjähriges Mitglied der Gesellschaft der Freunde von Sopot. Er wohnte in der Ul. Verteidiger der Westerplatte und wurde auf dem städtischen Friedhof in Sopot beigesetzt.

## Ausstellungen (Auswahl)
- Tadeusz Ciesiulewicz – malarstwo Kunstausstellungsbüro in Białystok, März 1989 – Kunstausstellungsbüro in Breslau, April 1989 – Woiwodschaftszentrum für Kultur und Kunst Schloss Fürstenstein, Mai 1989